# Anna Maria Panialis
Anna Maria Cristina Caterina Panialis (Vercelli, 23 luglio 1757 – dopo il 1824) è stata una tipografa italiana operante presso le edizioni a stampa Panialis di Vercelli, tra la fine del XVIII secolo e gli inizi del XIX.

## Biografia
Poche sono le notizie sulla vita, sappiamo che dapprima collabora nell'azienda familiare col padre Giuseppe, rinomato editore presumibilmente morto tra il 1805 e il 1806, poi dirigendo in prima persona l'azienda. La data di morte del padre non è certa, ma dedotta sia dalla citazione che compare nel numero 71 del Corriere Milanese di giovedì 4 settembre 1806 (nella pagina degli avvisi Anna Maria è indicata come coerede in una proposta di vendita della tipografia paterna con annessa abitazione ed è inoltre esplicitato che il padre è trapassato), sia dalla stampa de I Francesi in Germania- Dramma allegorico di Giacinto Ravelli, pubblicato con la dicitura “Eredi Panialis”.  Tali eredi, però sembra abbiano operato per breve tempo, poiché di essi è conosciuta la sola edizione citata.

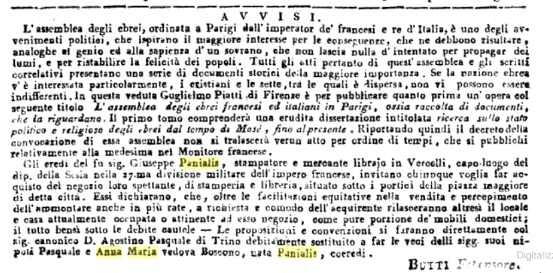
Annuncio del Corriere milanese del 4 settembre 1806

## L'attività tipografica
Agli eredi, appunto sarebbe subentrata nella conduzione dell'azienda proprio Anna Maria, figlia di Giuseppe, che si firmava "Anna Maria Panialis vedova Boscono" o semplicemente "Anna Maria Panialis" e indicava le sue edizioni con Co' Tipi Panialis (le stampe a noi pervenute vanno dal 1809 al 1814). Poco numerose, esse videro tra i propri titoli le opere di Sant'Agostino in tre volumi in 4° di circa 3600 pagine, in quella che può essere considerata la più importante edizione apparsa nella prima metà dell'Ottocento. 
Ernesto Gorino afferma nel suo Libri e stampe di Vercelli nel Risorgimento che nel 1815 la donna molto probabilmente era già morta, poiché in quest’anno e nel 1816 i testi dati alle stampe riportano la dicitura Eredi Boscono-Panialis, tipografi episcopali.
Tuttavia è interessante notare come nel 1824 esca una monografia di Giuseppe Fassero dal titolo Victorio Emanueli Sardiniae regi augustissimo ecc. Taurinum sedem suam repetenti che vede indicata come editrice proprio Anna Maria Panialis. La data del 1824 non è esplicitata, ma dedotta dal testo. Attualmente gli unici due esemplari si trovano presso la Biblioteca Norberto Bobbio dell'Università degli Studi di Torino.
Anna Maria è citata nel libro Bibliographie de l'Empire Français, tome deuxiem (Paris, Pillet, 1813) come stampatrice del libro Analisi di alcuni rimedj che i medici hanno creduto efficaci nella cura della tosse convulsiva di Giuseppe Serra.

## Edizioni stampate
Il numero delle edizioni stampate con la dicitura "Anna Maria Panialis" o "Anna Maria Panialis vedova Boscono" di cui siamo a conoscenza è piuttosto esiguo e copre un arco temporale che va dal 1813 al 1824, data ultima non esplicitata, ma dedotta dall'analisi testuale.
1813 Sonetti per le faustissime nozze degli ornatissimi signori Gioanni Ferrero di Lessona con madamigella Catterina Ferrero-Brovetti di Messerano.
1813 Analisi di alcuni rimedj che i medici hanno creduto efficaci nella cura della tosse convulsiva di Giuseppe Serra.
1814 Giuseppe Ramello, In morte dell'insigne cavaliere Giuseppe Maria Avogadro di Casanova membro della legion d'onore Già governatore di questa città, poscia preside del consiglio elettorale... Orazione del sacerdote Giuseppe Ramello vercellese detta li 10 marzo 1814 nella chiesa parrocchiale di S. Lorenzo Presente cadavere.
1824 (data presunta) Giuseppe Fassero, Vittorio Emanuele re di Sardegna Victorio Emanueli Sardiniae regi augustissimo ecc. Taurinum sedem suam repetenti.
(senza data) Filippo Talucchi, Nelle faustissime nozze degli ornatissimi signori Giuseppe Michele Montagnini di Trino e madamigella Marianna Costa di Vercelli Congratulazioni del cugino avvocato Filippo Talucchi della città di Torino Sonetto.
(senza data) Nelle faustissime nozze delli ornatissimi signori medico Gio. Battista Gobbi di Messerano e damigella Angela Maria Luiggia Prandi di Vercelli in testimonianza di verace congratulazione ossequiosa l'amicizia D.D.D. il presente tributo.